# Rosa gigantea
Rosa gigantea és una espècie de rosa nadiua del nord-est de l'Índia, el nord de Myanmar i el sud-oest de la Xina (Yunnan) on creix a les faldes de l'Himàlaia a 1000–1500 m altitud. de vegades es considera una varietat de Rosa odorata,amb el nom deR. odorata var. gigantea.
Tal com el seu nom suggereix, és l'espècie de rosa més grossa; pot enfilar-se a les capçades dels arbres fins als 20 m mitjançant les seves espines fortes i ganxudes i un tronc de fins a 50cm de diàmetre. Les fulles són semi-perennes, fan 15–25 cm de llargada, pinnades, normalment de 7 folíols i cada folíol fa uns 4–8 cm de llarg. Les flors són blanques, color crema o grogues i són les més grosses de totes les roses salvatges amb uns 10 a14 cm de diàmetre. Els gavarrons són grocs o taronges, de 2.5-3.5 cm de diàmetre, durs, i sovint no es desprenen de la planta durant l'hivern apareixent a la primavera següent alhora que les noves flors.
Una altra rosa, descrita a Manipur el 1888 amb el nom de R. macrocarpa i R. xanthocarpa per Sir George Watt, una autoritat en roses de l'Índia, es considera actualment la mateixa espècie que R. gigantea. Les característiques diferencials de R. macrocarpa (flors de groc més intens, foliatge més gros amb 4 a 7 foliols i fruits grocs i grans) no són consistents.